# ジェームス翼
ジェームス 翼（ジェームス つばさ、1983年10月27日 - ）は、日本の俳優、タレント。兵庫県西宮市出身。上京後に舞台での演技経験を経て、近年はVシネマをメインに活動している。以前の芸名は佐藤翼。

## 出演
- 名前を呼んでもう1度（2020年3月7日・8日・14日・15日、Arise 舞の館）
- 織田同志会 織田征仁（2020年）
- ソタイ 〜組織犯罪対策部vs反社会勢力〜（2020年）